# Cubidens unguiculatus
Cubidens unguiculatus är en skalbaggsart som beskrevs av Hermann Burmeister 1855. Cubidens unguiculatus ingår i släktet Cubidens och familjen Melolonthidae. Inga underarter finns listade i Catalogue of Life.